# A Passion Play
A Passion Play este un album conceptual, al șaselea material discografic al trupei Jethro Tull. Având la bază călătoria spirituală a unui om în viața de apoi, albumul se aseamănă cu Thick as a Brick în sensul că este format dintr-o singură piesă lungă împărțită în două. La lansarea din 1973, discul a primit în mare parte recenzii negative; cu toate acestea s-a vândut îndeajuns de bine pentru a atinge primul loc în topurile din SUA. În Regatul Unit, însă, A Passion Play s-a clasat doar pe locul 16. 

## Tracklist
1. "A Passion Play (Part 1)" (21:35) (Anderson)
2. "A Passion Play (Part 2)" (23:30) (Anderson/Hammond/Evan)

## Single
- "A Passion Play" (variantă editată) (1973)

## Componență
- Ian Anderson - flaut, chitară acustică, saxofon, voce
- Barriemore Barlow - baterie, percuție
- Martin Barre - chitară electrică
- John Evan - pian, orgă, sintetizatoare, voce, narator
- Jeffrey Hammond - chitară bas, voce